# Калхвінед
Калхвінед — бритська держава на території сучасної Великої Британії, що утворилася наприкінці V століття. Тривалий час боровся проти саксів та англів. Зрештою на початку VII ст. була знищена англами, які на цих землях утворили власну державу Мерсію.

## Історія
Було засновано наприкінці V або на початку VI століття на пагорбах Чілтерн бритам, що прийшли з півночі Кінвіліном ап Артуісом, нащадком Койла Старого, короля Ебраука. Це відбулося після занепаду королівства Пенніни. Тоді отримало назву Кінвідіон.
На честь короля Кадрода перейменував королівство на Калхвінед, що відбивало географічне розташування на вапнякових пагорбах (Калхвінед перекладається як «Вапнякові гори»). Протягом деякого часу забезпечувала власну безпеку союзом з королівством Повіс.
У 585 році війська Калхвінеду зазнали поразки від англів на чолі із Креодою, який заснував королівство Мерсія. Відтоді точилася війна між Калхвінедом та Мерсією. Для протистояння супротивнику король Мінан ап Іспуіс уклав союз з Південним Регедом та Вессексом. У 593 році біля Барберхіллу відбулася битва між Калхвінедом з його союзниками проти Мерсії, що діяла разом з дейрою та Східною Англією. Останні зазнали нищівної поразки. Завдяки цьому на деякий час Калхвінед зумів відбити напад та зберегти незалежність.
До 620-х років Калхвінед опинився відрізаним від держав у Вельсі та бритів на півночі Британії. Протягом 630-х років Калхвінед було знищено саксами та королем Пендою Мерсійським.

## Королі
- Кінвелін ап Артуіс, 494—515 роки
- Кінвід ап Кінвелін, 515—530 роки
- Кадрод ап Кінвід, 530—560 роки
- Іспуіс Муінтірх, 560—581 роки
- Мінан ап Іспуіс, 581—620 роки
- Мор ап Мінан, 620—630 роки

## Географія
Оховлювали райони навколо сучасних сучасних Лестера, Нортгемптона і Бедфорда. Точні межі Кінвідіона невідомі.